# Inolvidable (álbum)
Inolvidable es el título del 24°. álbum de estudio grabado por el intérprete venezolano José Luis Rodríguez "El Puma" y el primero con el Trío Los Panchos. Fue lanzado al mercado bajo el sello discográfico Sony Latin el 25 de noviembre de 1997 y forma parte de la lista de los 100 discos que debes tener antes del fin del mundo, publicada en 2012 por la misma disquera .

## Lista de canciones
| N.º   | Título                 | Duración |  |
| 1.    | «Poquita fe»           | 2:53     |  |
| 2.    | «Perdón»               | 2:57     |  |
| 3.    | «La hiedra»            | 3:01     |  |
| 4.    | «Esta cobardía»        | 3:19     |  |
| 5.    | «Amorcito corazón»     | 2:55     |  |
| 6.    | «Sin un amor»          | 3:11     |  |
| 7.    | «Toda una vida»        | 2:59     |  |
| 8.    | «Mar y cielo»          | 3:02     |  |
| 9.    | «No me quieras tanto»  | 3:27     |  |
| 10.   | «Camino verde»         | 3:17     |  |
| 11.   | «Caminemos»            | 3:05     |  |
| 12.   | «Un siglo de ausencia» | 3:18     |  |
| 13.   | «Rayito de luna»       | 2:59     |  |
| 14.   | «Si tu me dices ven»   | 3:10     |  |
| 15.   | «Contigo»              | 3:04     |  |
| 49:59 |                        |          |  |

- Datos: Q21003093